# Kara-kul
Kara-kul – bezodpływowe, słone jezioro w północno-wschodnim Tadżykistanie, będące największym jeziorem tego kraju. 
Zajmuje powierzchnię 380 km², przy głębokości ok. 250 m. Lustro wód jeziora położone jest na wysokości 3914 m n.p.m. Znad jego brzegów widoczny jest w pogodny dzień położony nieopodal (30 km na północny zachód), jeden z wyższych szczytów Pamiru, Szczyt Lenina. 

## Krater uderzeniowy
Jezioro Kara-kul jest położone w kolistej depresji zidentyfikowanej jako krater uderzeniowy o średnicy ok. 52 km. Powstał on w wyniku uderzenia meteorytu w skały krystaliczne mniej niż 5 milionów lat temu.